# San Augustine megye
San Augustine megye az Amerikai Egyesült Államokban, azon belül Texas államban található. Megyeszékhelye és legnagyobb városa San Augustine. Lakosainak száma 7918 fő (2020. április 1.). San Augustine megye Angelina, Nacogdoches, Shelby, Sabine és Jasper megyékkel határos.

## Népesség
A megye népességének változása:
| Lakosok száma | 8846 | 8873 | 8850 | 8769 | 8473 | 7918 |
|               | 2010 | 2011 | 2012 | 2013 | 2015 | 2020 |